# Einhardsboog
De Einhardsboog, ook wel arcus Einhardi, was een voorwerp van Karolingische edelsmeedkunst, dat zich tot de achttiende eeuw in de kerkschat van de Sint-Servaaskerk in Maastricht bevond, en waarschijnlijk in de Franse Tijd verloren is gegaan. Het zilveren kunstvoorwerp in de vorm van een Romeinse triomfboog is waarschijnlijk ontstaan aan het hof van Karel de Grote of Lodewijk de Vrome te Aken, en belandde volgens het opschrift door Einhard in Maastricht.

## Geschiedenis
De Einhardsboog is, naar men aanneemt, ontstaan in de werkplaatsen van de koninklijke palts in Aken en werd vermoedelijk al kort na zijn ontstaan door Einhard aan de Sint-Servaaskerk geschonken. Einhard was een invloedrijk geleerde aan het hof van Karel de Grote en diens opvolger Lodewijk de Vrome. Hij was tevens abt van een aantal kloosters, waaronder dat van Maastricht (het latere kapittel van Sint-Servaas). Via hem kwam de Sint-Servaaskerk in het bezit van de relieken van de heilige martelaren Marcellinus en Petrus, die, afkomstig uit de catacomben van Rome, in 828 een ware triomftocht langs diverse kerken in het Maas-Rijnland maakten. Volgens Einhard gebeurden daarbij, met name in Maastricht, talrijke wonderen. Wellicht is Einhard ook de schenker van de zogenaamde sleutel van Sint-Servaas, een negende-eeuwse, verguld zilveren sleutel, die volgens de kunsthistoricus A.M. Koldeweij eveneens afkomstig is uit de Akense werkplaatsen. Van de door Einhard (mogelijk) geschonken voorwerpen zijn alleen de sleutel en de relieken van Marcellinus en Petrus bewaard gebleven.
Het kruis dat zeer waarschijnlijk op de Einhardsboog gemonteerd was, is al sinds mensenheugenis verdwenen. In de archieven van de Sint-Servaaskerk wordt het niet genoemd. Wel werd er in de schatkamer van de Servaaskerk tot in de negentiende eeuw een reliek van het Heilige Kruis bewaard, dat afkomstig zou zijn van Constantijn de Grote en dat daarmee mogelijk het laatste spoor van het kruisreliek van Einhard was. Een andere mogelijkheid is dat het grote patriarchaalkruis dat het kapittel van Sint-Servaas eind vijftiende eeuw liet maken door de zilversmid Ulrich Peters, gevuld werd met de kruisrelikwieën van het toen gesloopte Einhardkruis.
Vanaf de late middeleeuwen werd de Einhardsboog, toen porta genoemd, regelmatig in kerkinventarissen genoemd en op tonings- en biechtformulieren afgebeeld, samen met een tweede, kleinere porta. Toen was ook al de legende ontstaan dat de beide portae door Sint-Servaas uit Tongeren waren meegenomen en dat ze bij zijn translatie in zijn armen waren gevonden. Een schetsmatige tekening van de Einhardsboog verscheen in 1633 in Henri van den Berchs Monumenta historiae leodinensis. Rond het midden van de achttiende eeuw werd de boog van Einhard (en de kleinere boog) voor het laatst op een toningsformulier afgebeeld, waaruit afgeleid kan worden dat het kostbare voorwerp toen nog een functie vervulde als reliekhouder of liturgisch voorwerp. Een rekening voor reparatie en schoonmaak uit 1774/75 is het laatste teken, dat het voorwerp zich toen nog in de kerkschat bevond. Waarschijnlijk is het kort na de komst van de Fransen in 1794 omgesmolten om aan de zware oorlogsschattingen te voldoen, of is het na de opheffing van het kapittel (eind 1797) verdwenen.

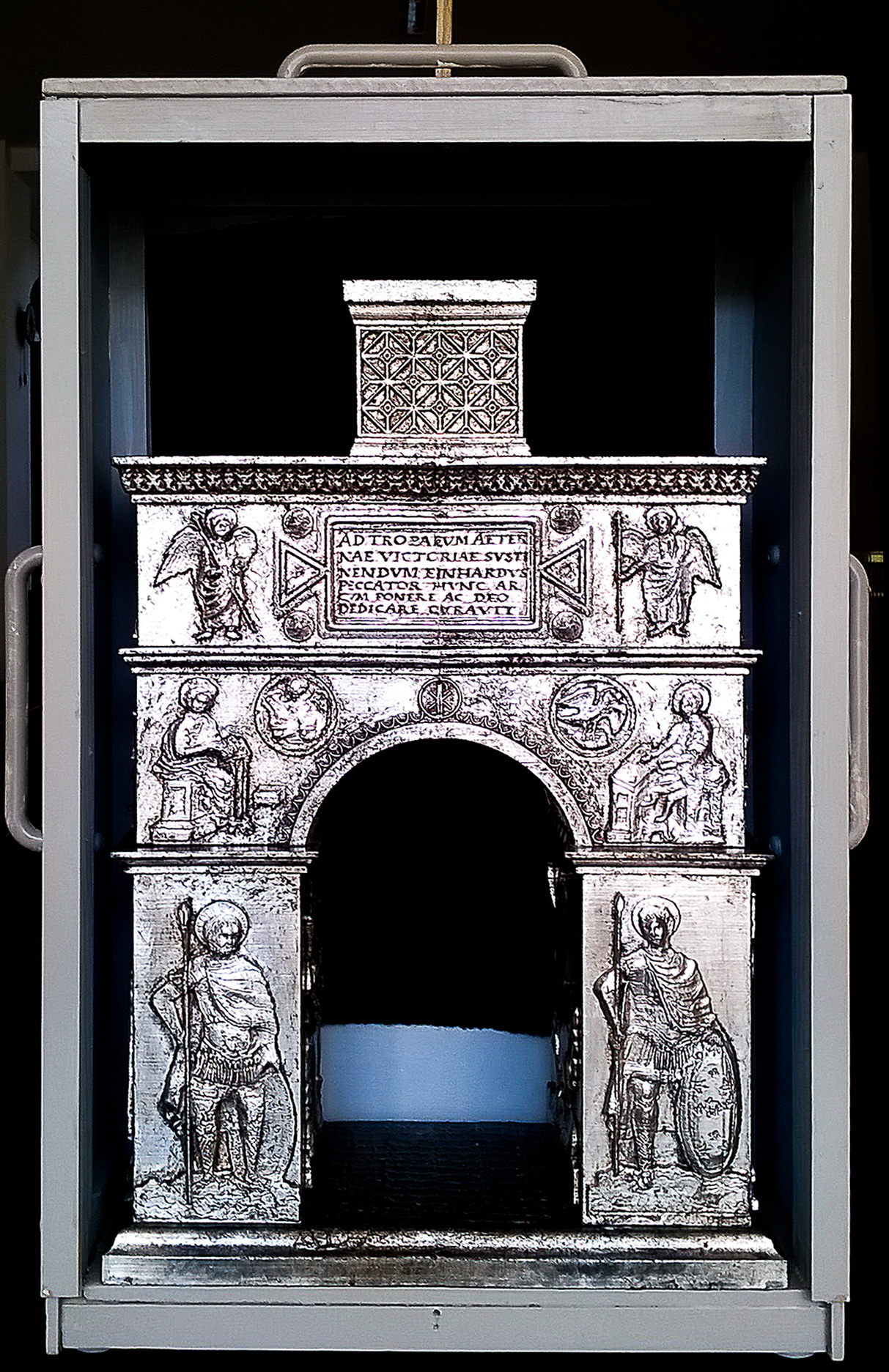
3D-reconstructie in draagkist, vervaardigd in opdracht van dr. Titus Panhuysen

In de negentiende eeuw werd voor het eerst aan het verdwenen voorwerp gerefereerd door de Akense kanunnik en kunsthistoricus Franz Bock en de Maastrichtse kapelaan en schatbewaarder Michaël Willemsen in de Franstalige versie van hun beschrijving van de Maastrichtse kerkschatten, verschenen in 1873. Daarin gingen zij uit van de schenking van twee zilveren bogen door Einhard omstreeks 828. Die tweede boog is wellicht geïnspireerd door oude toningsformulieren van de Sint-Servaaskerk, waarop twee min of meer identieke bogen te zien zijn. De archivaris Pierre Doppler nam dat laatste in 1936 over, maar plaatste de schenking iets vroeger, in 825.
In 1949 publiceerde de Fransman Blaise de Montesquiou-Fezensac een tot dan toe onbekende zeventiende-eeuwse tekening van de Einhardsboog uit de handschriftenverzameling van de Bibliothèque nationale de France, die onmiddellijk de aandacht trok van allen die zich met Karolingische kunst bezighielden. De vondst werd al gauw een 'missing link' voor de kennis van de Karolingische edelsmeedkunst en voor de rol van Einhard daarin. In 1971 leidde de Münsteraner Diskussion zum arcus Einhardi onder leiding van de mediëvist Karl Hauck tot de conclusie dat de triomfboog als voetstuk gediend moest hebben van een triomfkruis dat een partikel van het kruishout bevatte, dat Lotharius I in 823 bij zijn keizerskroning in Rome van de paus gekregen had. Daarmee kon de schenking van Einhard omstreeks 825 gedateerd worden. Hauck vergelijkt de schenking van het kruisreliek door Einhard aan de Servaasabdij met de schenkingen van Karel de Grote aan de kerken van Rome na zijn kroning in 800.
De Maastrichtse archeoloog en kunsthistoricus Titus Panhuysen is eveneens van mening dat Einhards waardevolle geschenken aan de Sint-Servaaskerk bedoeld waren als "betekenisvolle schenking". De aanwezigheid van een koninklijke schat bij het graf van Sint-Servaas zou ook de latere belangstelling van de hertogen van (Neder-)Lotharingen voor Maastricht verklaren. In 2020 schonk Panhuysen een verzilverd 3D-model (schaal 1:1) van de Einhardsboog aan de Schatkamer van de Sint-Servaasbasiliek.

## Beschrijving
De Einhardsboog was een zilveren object in de vorm van een Romeinse triomfboog, waarvan de exacte afmetingen niet bekend zijn. Hauck vermoedde een hoogte van 32 cm en een breedte van 25 cm. Op grond van de hypothese dat het voorwerp diende als basis voor een reliekenkruis (dat wellicht een hoogte had van 30 tot 60 cm), kan min of meer worden afgeleid dat de hoogte van de boog tussen de 30 en 45 cm zal hebben bedragen, de breedte tussen de 25 en 40 cm, en de diepte circa 20 cm. De totale hoogte van boog met kruis zou dan ruim 100 cm kunnen zijn geweest. Over de materiële kant van de arcus Einhardi weten we slechts dat hij van zilver was en dat hij waarschijnlijk met emailleplaatjes was gedecoreerd. Verder hebben we een uitstekend beeld van het iconografisch programma, dankzij de zeer gedetailleerde tekening van een onbekend gebleven reiziger, die het voorwerp in de zeventiende eeuw natekende. De reiziger (een pelgrim?) maakte een driedimensionale, uitgeklapte tekening, die het mogelijk maakt alle zijden van de Einhardsboog, met uitzondering van de boven- en onderkant, te beschrijven.
De triomfboog bezat een zogenaamde tabula ansata, een opschrift waarin de schenker zich bekendmaakt als "Einhardus peccator". De vertaling van de tekst luidt: "De plaatsing van deze boog ter ondersteuning van het teken van de eeuwige zege alsmede de wijding ervan aan God is bewerkstelligd door de zondaar Einhard". Het opschrift maakt niet alleen duidelijk wie de schenker was; het verklaart ook de functie ervan. De boog diende ter ondersteuning van het "teken van de eeuwige zege", waarmee alleen het kruis van Christus bedoeld kan zijn, het christelijke symbool van de hemelse overwinning. Hieruit kan worden afgeleid dat de Einhardsboog de drager was van een kruisreliek, waarschijnlijk in de vorm van een triomfkruis. Daarin bevonden zich relieken van het Heilig Kruis, partikels van het kruis van Jezus, dat in de 4e eeuw door Helena, de moeder van Constantijn de Grote, zou zijn gevonden in Jeruzalem.
De Parijse tekening lijkt een betrouwbare weergave van het originele smeedwerk. Boven op de boog staat een blokvormig piëdestal waarvan de vier zijden versierd zijn met Romeins aandoend traliewerk in een regelmatig patroon van vierkanten, diagonalen en ruiten. Op de snijpunten bevinden zich rozetten. De attiek toont in het midden van de voorzijde de tronende Christus te midden van zijn twaalf apostelen die op een lange bank zitten, drie aan zijn linkerzijde, drie aan zijn rechterzijde, en tweemaal drie op de zijkanten van de boog. Op de achterzijde is centraal de tabula ansata met de wijdingtekst aangebracht, geflankeerd door twee engelen. In het register daaronder worden de vier velden naast de boog ingenomen door afbeeldingen van de schrijvende evangelisten en hun symbolen in medaillons. Op de voorkant zijn dat Markus (met een gevleugelde leeuw) en Lucas (met een gevleugelde os), op de achterkant zijn Matteüs (met een engel) en Johannes (met een adelaar) afgebeeld. De aansluitende zijkanten laten een scène uit het Nieuwe Testament zien: links de Annunciatie, rechts Johannes de Doper die op Jezus wijst.
Boven de beide doorgangen bevinden zich kleine medaillons, op de voorzijde met een Grieks kruis, op de achterkant met een Christusmonogram. In het onderste register van de triomfboog houdt aan iedere zijde van de poortdoorgang een met lans en schild bewapende soldatenheilige in Romeins tenue de wacht, waarvan één een draak, slang of Basilisk vertrapt. Op de zijkanten van de boog staan op een versierd podium soldatenheiligen twee-aan-twee afgebeeld, elk met een vexillum, een militair vaandel. De acht soldatenheiligen zijn allen voorzien van een nimbus.
In de poortdoorgang zijn twee ruiters te paard afgebeeld, die een draak onder hun hoeven vertrappen en met een lans doorboren. Zij zijn de enigen die zonder nimbus zijn afgebeeld, te midden van alle apostelen en heiligen. De ene is in Romeinse wapenrusting gekleed, de ander lijkt een meer eigentijds krijgskostuum te dragen.
Hoe het kruis dat ooit op de arcus Einhardi stond er precies uit heeft gezien, is niet meer na te gaan; wel kan men er zich een voorstelling van maken door reliekenkruizen uit dezelfde periode te bestuderen. Wellicht was het kruis een crux gemmata, een kruis met gemmen, zoals het beroemde Ardennenkruis in het Germanisches Nationalmuseum in Neurenberg.

## Iconografie
De iconografische thema's op de Einhardsboog zijn grotendeels ontleend aan het Nieuwe Testament. Het Christusmonogram en het Griekse kruis zijn beide symbolen uit de tijd van Constantijn de Grote voor de overwinning van het christelijke geloof. De draak of slang die driemaal verpletterd wordt, is het kwaad dat door Christus en zijn volgelingen overwonnen wordt. De twee taferelen uit het Nieuwe Testament op de zijgevels van de boog wijzen beide op de komst van de Messias.
Volgens Hauck verbeelden de twee ruiters te paard de vroegere en de latere eigenaar van het kruisreliek dat in het verdwenen reliekenkruis werd bewaard: de Romeinse keizer Constantijn de Grote en de eigentijdse keizer Lotharius I. De soldatenheiligen stellen waarschijnlijk de martelaren van het Thebaanse Legioen voor. Deze worden traditioneel als Romeinse soldaten afgebeeld en hebben, behalve hun uitrusting en een vexillum, over het algemeen geen duidelijk attribuut. Ze zijn om die reden lastig te identificeren. Wellicht is een van de soldaten met lelies op zijn schild de heilige Alexander van Bergamo. De schildwacht met twee klaverbladkruisen op zijn schild zou zowel de heilige Mauritius als de heilige Victor kunnen zijn.

## Kunsthistorische betekenis
De Einhardsboog kan gezien worden als een perfecte illustratie van de Karolingische idee van de renovatio Romani Imperii, de hernieuwde belangstelling voor het Romeinse cultuurgoed, wat in de vroege negende eeuw tot uiting kwam in de Karolingische renaissance. Het blokvormige piëdestal van de Einhardsboog met Romeins aandoend traliewerk in een geometrisch patroon met rozetten op de snijpunten, doet sterk denken aan de bronzen hekken van de Paltskapel in Aken, die gezien worden als hoogtepunt van de Karolingische edelsmeedkunst.
Verder is de Einhardsboog qua materiaal, techniek en vormgeving sterk verwant met een aantal andere objekten uit de Akense werkplaatsen, waaronder de Sleutel van Sint-Servaas in de Schatkamer van de Sint-Servaasbasiliek in Maastricht, de Lebuïnuskelk in het Museum Catharijneconvent te Utrecht, de gouden schenkkan van Karel de Grote en een vroeg-romeinse beker in Karolingisch zilverbeslag in de abdij van Sint-Mauritius in Zwitserland, en een aantal ivoren uit dezelfde periode in diverse collecties. Op grond van deze overeenkomsten kan worden geconcludeerd dat de Einhardsboog niet alleen een geschenk was van iemand die nauw verbonden was met het hof van Karel de Grote, maar dat de boog waarschijnlijk aan datzelfde hof ontstaan is.

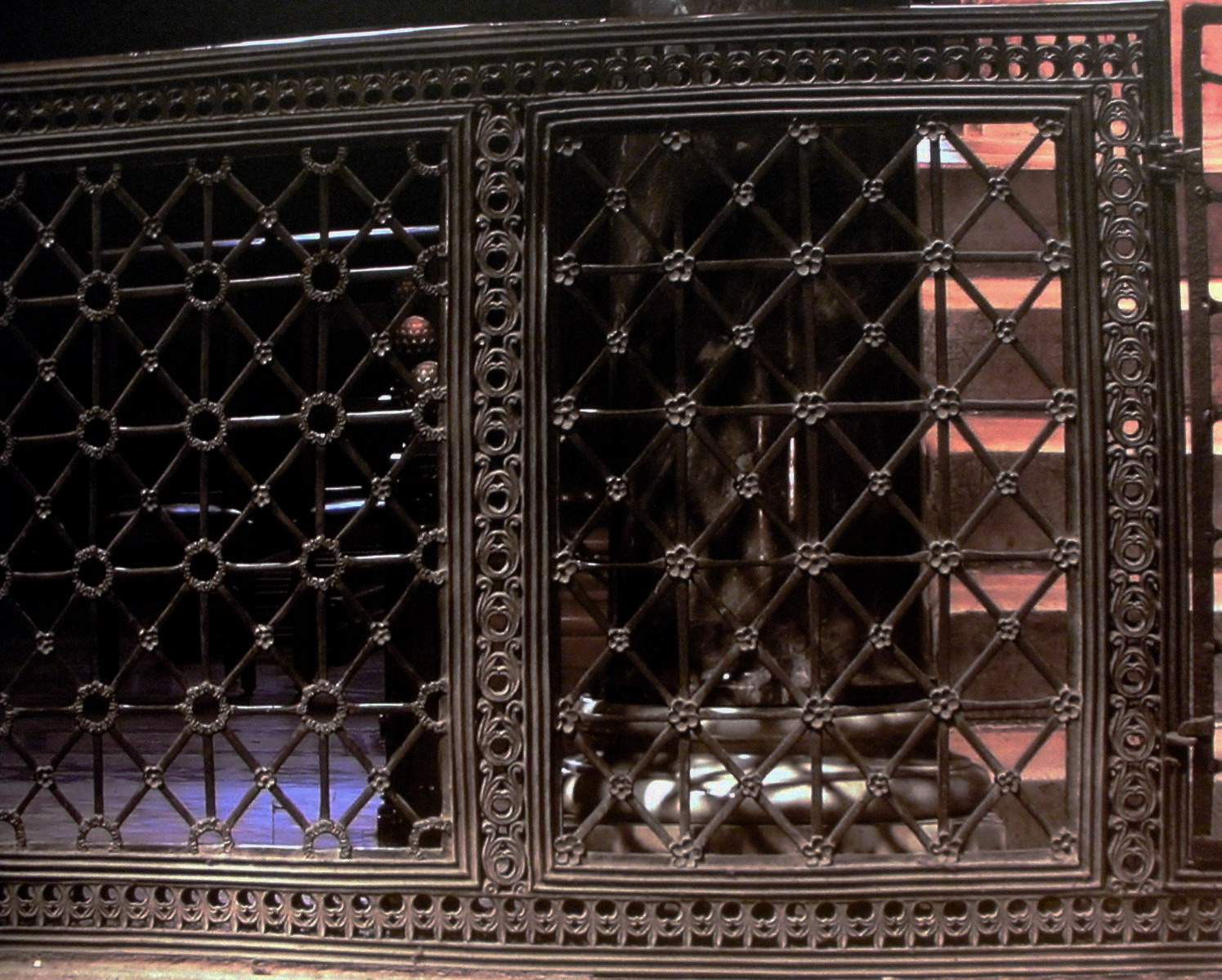
Hek Akense Paltskapel
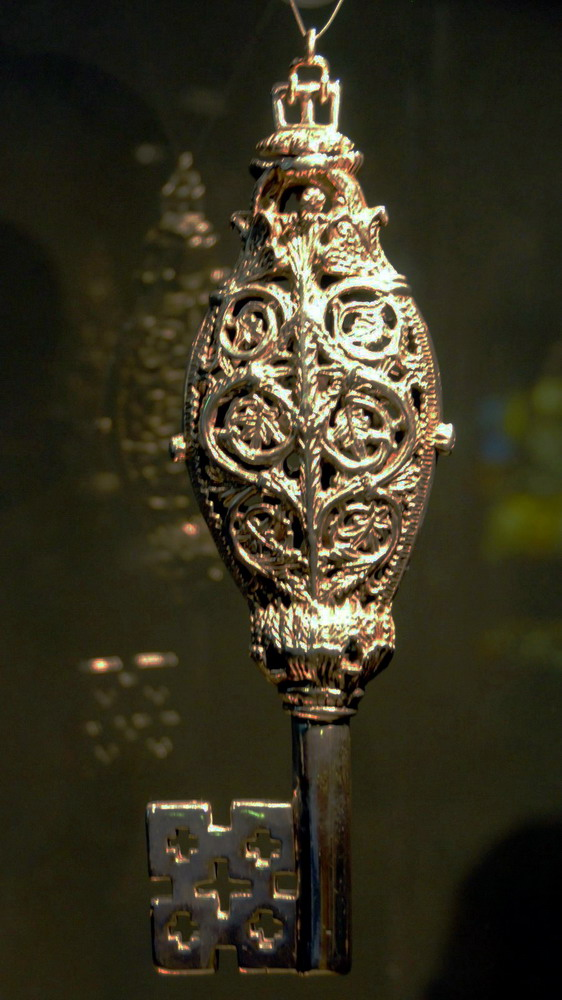
Sint-Servaassleutel
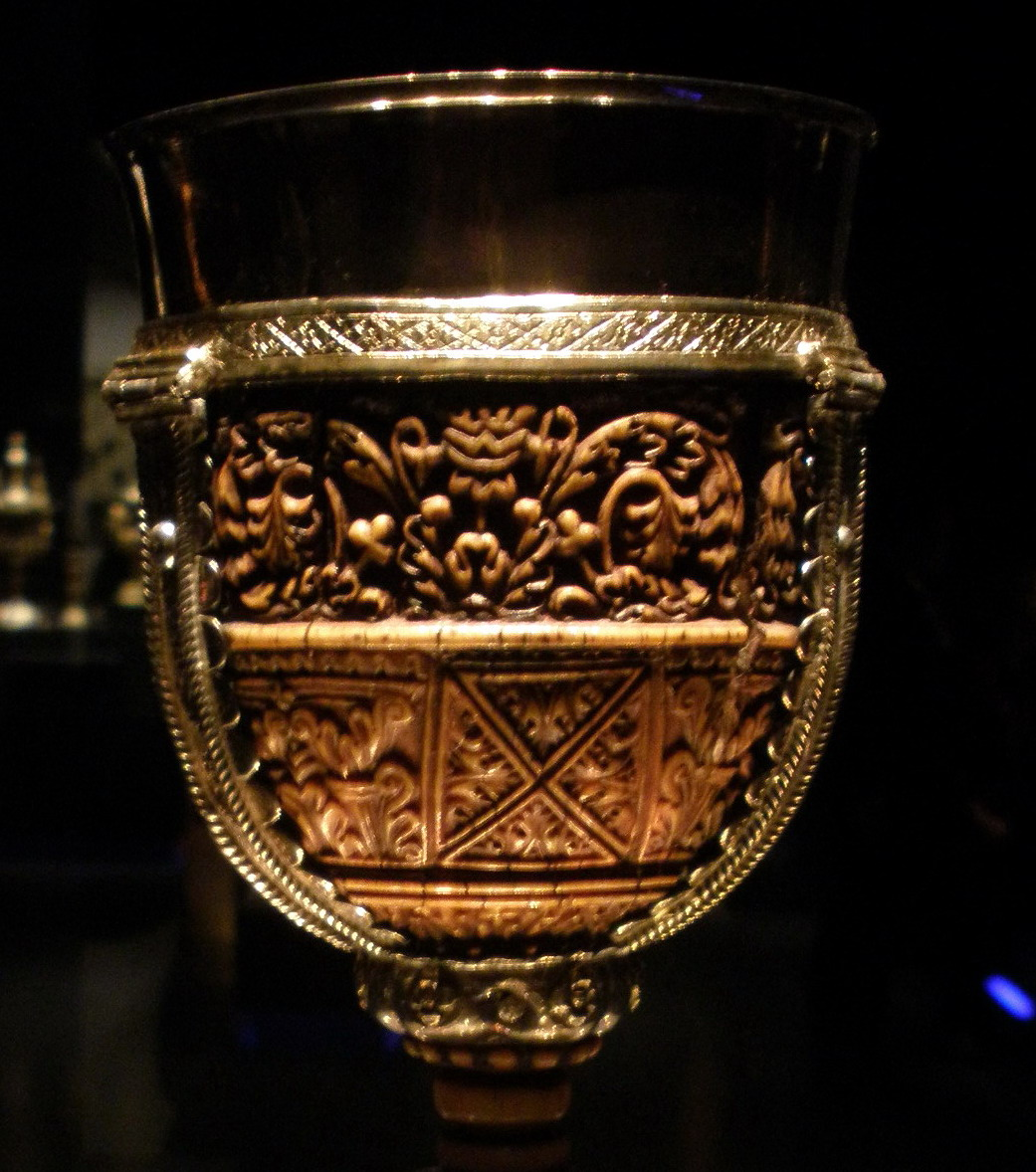
Lebuïnuskelk
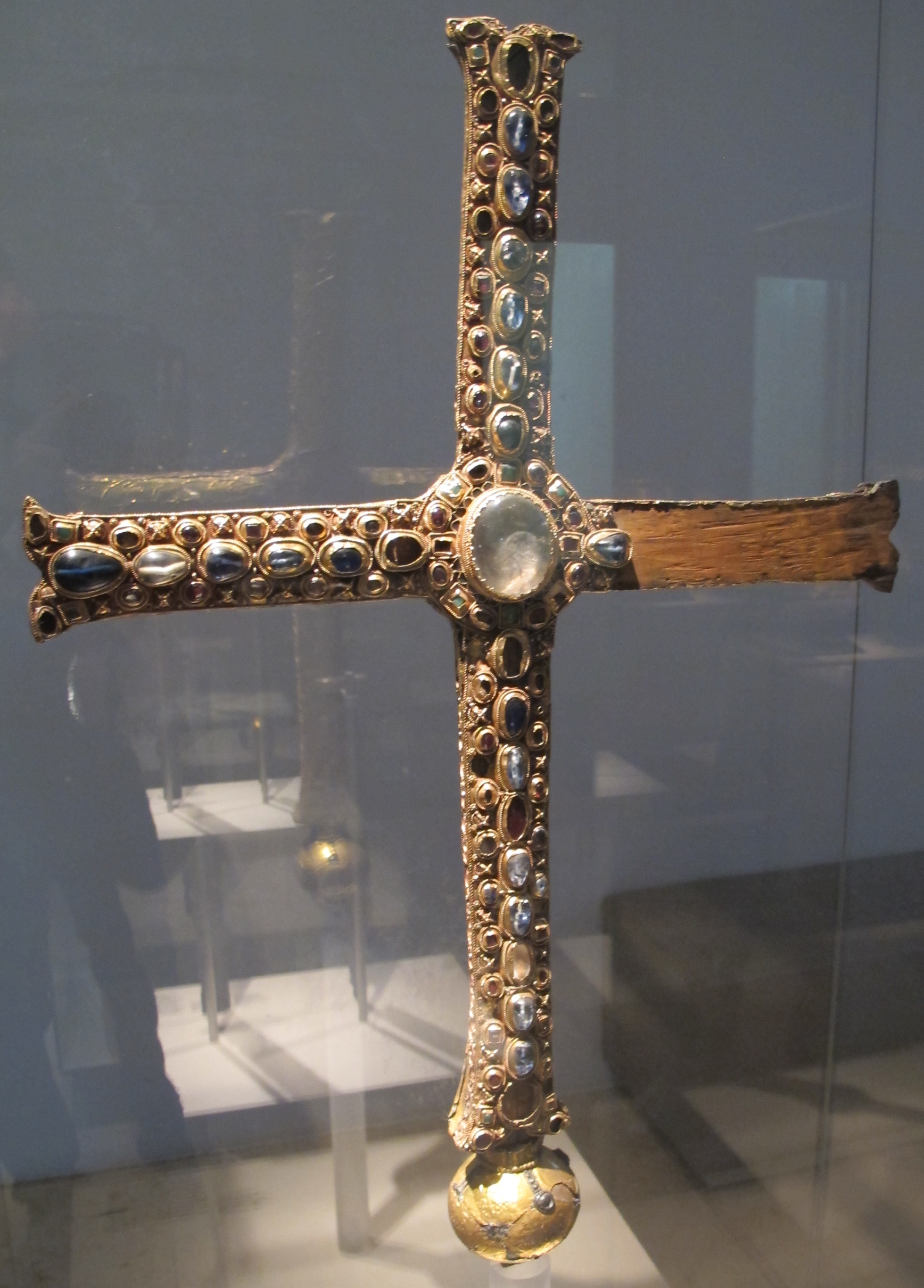
Ardennenkruis